# Hugo Despenser el Joven
Hugo Despenser, I Lord Despenser, también conocido como el Joven (1286 – 24 de noviembre de 1326), fue un noble inglés, hijo y heredero de Hugo Despenser, conde de Winchester, e Isabella de Beauchamp, hija de William de Beauchamp, IX conde de Warwick.

## Antecedentes
Fue caballero de Hanley (Worcestershire), chambelán del rey, condestable de Odiham, y tenía a su cargo las ciudades y castillos de Inglaterra y Gales como Portchester, Dryslwyn, Cantref Mawr y Bristol. Además fue Lord de Glamorgan que le dio la posesión del castillo de Cardiff. Asimismo administraba los castillos, mansiones y tierras de Brecknock, Hay, Cantref Selyf, en el condado de Brecon y en Inglaterra las de Huntington. Se le concedió el castillo de Wallingford, aunque anteriormente se le había dado de por vida a la reina Isabel.

## Matrimonio
En mayo de 1306, Hugo fue nombrado Caballero y se casó ese mismo verano con Leonor de Clare, nieta del Rey Eduardo I de Inglaterra, quien debía al padre de Hugo una gran suma de dinero. El matrimonio, fue por lo tanto, una forma de pago de esta deuda. Cuando el hermano de Leonor, el conde de Gloucester, murió en la Batalla de Bannockburn, se convirtió inesperadamente en una de las tres herederas del Condado de Gloucester, y por su cuenta Hugo hereda Glamorgan, además de otras propiedades. Así en pocos años Hugo pasó de ser un Caballero sin tierras a uno de los magnates más ricos del reino.
Leonor además era sobrina del nuevo rey, Eduardo II de Inglaterra, y esta relación acercó a Hugo a la corte real, uniéndose a la oposición en contra de Piers Gaveston, el entonces favorito del rey, que era cuñado de Hugo ya que estaba casado con la hermana de Leonor. Buscando poder y riquezas conquistó el Castillo de Tonbridge en 1315. En 1318 asesinó a Llyweln Bren, un rehén galés que tenía bajo su custodia.
Leonor y Hugo tuvieron nueve hijos:
- Hugo le Despenser III (1308–1349), II barón Le Despencer, al que se le restauró el título de su abuelo de barón le Despencer en 1338. A su muerte sin descendencia le sucedió su sobrino Edward, hijo de su hermano Edward, iniciando de nuevo el título en 1357.
- Gilbert le Despenser, (1309–1381)
- Eduardo le Despencer, (1310–1342), soldado muerto en el sitio de Vannes;[1] padre de Eduardo II le Despenser, Caballero de la Jarretera, que se convirtió en barón le Despencer a la muerte de su tío. Su hijo fue Thomas le Despenser, conde de Gloucester y II barón le Despencer desde la restauración de 1357, que se casó con una hija de Edmundo de Langley, hijo menor de Eduardo III, que fue sentenciado y decapitado en 1400 por su intento de restaurar en el trono a Ricardo II, el primo de su mujer.
- John le Despenser (1311 – junio de 1366)
- Eleanor le Despenser (c. 1315–1351) que profesó como monja en el priorato de Sempringham.
- Joan le Despenser (c. 1317–1384) que profesó como monja en la Abadía de Shaftesbury.
- Margaret le Despenser, (c. 1319–1337) que profesó como monja en el priorato de Whatton.
- Elizabeth le Despenser, (1325, 13 de julio de 1389) casada con Maurice de Berkeley (IV barón de Berkeley).

## Maniobras políticas
Fue nombrado Chambelán Real en 1318. Como cortesano, Hugo buscó la forma de acercarse al rey Eduardo, desplazando a su amante anterior, Roger d’Amory. Para desgracia del resto de los barones que vieron como tomaba el lugar que les correspondía en la corte mostrándose como una versión empeorada de Piers Gaveston. En 1320 su codicia no conocía límites, al acaparar tierras galesas, herencia de su mujer, ignorando las pretensiones de sus dos cuñados. Obligó a Alicia de Lacy, condesa de Lincoln, a cederle sus tierras, engañó a su cuñada, Elizabeth de Clare, robándole Gower y Usk, robó las tierras de su otra cuñada, Margaret de Clare y torturó a Lady Baret hasta hacerla perder la razón. Además juró vengarse de Roger Mortimer, ya que su abuelo había asesinado al abuelo de Hugo.
Para 1321 se había ganado muchos enemigos entre todos los estratos sociales, desde la gente común a los barones y, sobre todo, a la reina Isabel. Se tramaron planes para asesinarlo pero había un firme círculo que le era fiel y lo protegía.
Finalmente la fuerza de los Barones prevaleció sobre la del Rey y mandaron al exilio a Hugo y su padre en 1321. Su padre huyó a Burdeos, mientras Hugo se convierte en pirata del Canal de la Mancha, calificado como un monstruo marino a la espera de mercaderes que atravesaran su ruta. Tras el exilio de los Despenser los barones que habían logrado derrocarles se pelearon entre ellos, lo que fue aprovechado por el rey Eduardo para derrotar y ejecutar al conde de Lancaster, y lograr la rendición de Roger Mortimer, el principal oponente de los Despenser. Ambos regresaron y rápidamente Hugo volvió a ser el favorito del rey Eduardo. Su tiempo en el exilio no le enseñó a controlar su codicia, su imprudencia y crueldad. Con la oposición de los barones descabezada y débil, al ser derrotada en la batalla de Boroughbridge, y Eduardo dejándoles hacer lo que les placiera, los Despenser quedaron sin control. Se enriquecieron a costa de la malversación y la corrupción. Este periodo a menudo es referido como una tiranía. Esta mala administración hizo que se ganaran gran hostilidad, ellos y Eduardo II. Hugo reiteradamente presionó al rey Eduardo para que ejecutara a Mortimer, que permanecía como prisionero en la Torre de Londres tras su rendición. Sin embargo Mortimer escapó de la torre y huyó a Francia.

## Relación con Eduardo e Isabel
La reina Isabel tenía una especial animadversión hacia él debido a la relación homosexual de su marido Eduardo II con Hugo. Varios historiadores han indicado que Hugo y Eduardo tuvieron una relación sexual continuada. Froissart afirmó: «Era un sodomita, incluso se dice que con el rey». Algunos especulan que esta relación era la causa de la hostilidad de la reina hacia él. En cambio otros apuntan que su odio hacia él era mucho mayor que el proferido a cualquier otro favorito de su marido, y que era debido más al trato que recibió de él y que su comportamiento en la administración del país la irritaban especialmente. Alison Weir, en su obra de 2005 Queen Isabella:Treachery, Adultery and Murder in Medieval England (La reina Isabel: traición, adulterio y asesinato en la Inglaterra medieval) especula que Hugo pudo haber violado a Isabel y que esa podía ser la fuente de su odio. Mientras Isabel estuvo en Francia para negociar entre su marido y el rey de Francia, hizo una alianza con Roger Mortimer y empezó a planear una invasión. Supuestamente, Hugo intentó sobornar a algún cortesano francés para que asesinara a Isabel, mandando barriles de plata como pago. Roger Mortimer y la reina invadieron Inglaterra en octubre de 1326. Sus fuerzas contaban en principio solo con unos 1.500 mercenarios pero la mayoría de la nobleza se les fue sumando a lo largo de octubre y noviembre. En cambio muy pocos acudieron para luchar con Eduardo II, principalmente por el odio que los Despenser habían cosechado. Los Despenser huyeron al oeste, con el rey, con una suma considerable del tesoro real. Pero su huida no tuvo éxito. Separados de Despenser el Viejo, el rey y Hugo el Joven fueron abandonados por la mayoría de sus seguidores y fueron capturados cerca de Neath a mediados de noviembre. El rey Eduardo fue llevado a prisión y posteriormente destronado. Hugo Despenser el Viejo fue colgado en Bristol, el 27 de octubre de 1326, y su hijo, Hugo el Joven, fue llevado a juicio.

## Juicio y ejecución
Hugo trató, infructuosamente, de matarse de inanición antes de su juicio, pero tuvo que hacerle frente el 24 de noviembre de 1326, en Hereford, ante Mortimer y la reina. Se le juzgó por traición y robo. Declarado culpable, fue sentenciado a ejecución pública por ahorcamiento y a ser expuesto, descuartizado, por traidor. Además fue sentenciado a ser eviscerado por haber sembrado la discordia entre el rey y la reina, y a ser decapitado, por haber regresado a Inglaterra después de haber sido desterrado. La traición también fue la base para la ejecución de Gaveston, la creencia fue que estos hombres habían engañado al rey, más que este hubiera sufrido un ataque de locura. 
Inmediatamente tras el juicio, se procedió a la ejecución. Fue arrastrado por cuatro caballos hasta el cadalso, donde había una gran pira ardiendo. Se le desnudó y se le escribieron en la piel versículos bíblicos contra la arrogancia y la maldad. Se le colgó de una horca a quince metros de altura, que se cortó antes de que lo asfixiara del todo. Entonces fue atado a la escalera a la vista de la multitud. El verdugo subió junto a él y le cortó el pene y los testículos, que fueron quemados frente a él mientras todavía estaba vivo y consciente. Aunque la emasculación no constaba formalmente como parte de la sentencia impuesta a Despenser, era una práctica corriente a los condenados por traición. Seguidamente el verdugo le rajó el abdomen de arriba abajo y fue sacándole poco a poco las entrañas, dejando para el final su corazón, que asimismo fue arrojado al fuego. En la práctica de la evisceración el verdugo trataba de mantener vivo al ejecutado el mayor tiempo posible, de esta forma la última visión del reo era la de sus propias entrañas ardiendo, lo que añadía al dolor físico la tortura psicológica. Justo antes de morir, consta que dio un «alarido inhumano espantoso», para deleite y regocijo de los espectadores. Finalmente su cadáver fue decapitado, el cuerpo cortado en cuatro pedazos y la cabeza subida a lo alto de las puertas de Londres. Mientras presenciaban la ejecución, Mortimer e Isabel lo festejaron con sus principales aliados.
Además de para satisfacer el deseo de venganza de Mortimer y la reina, la forma elegida para la muerte de Despenser estuvo llena de simbolismos. Como Despenser fue arrastrado hasta su lugar de ejecución, la multitud pudo abuchearle, demostrando que había perdido su poder. El ahorcamiento era una muerte vergonzosa, el castigo para los ladrones comunes. La castración mostraba a la multitud que había dejado de ser un hombre. Se pensaba que sus deseos malignos residían en su corazón y sus entrañas, por eso, al eviscerarlo y quemar sus órganos, se mostraba que su maldad había sido purgada en la tierra. Y el desmembramiento final se hacía para tratar de impedir su salvación tras la muerte. De esta forma el hombre una vez conocido como Sir Hugh Le Despenser, Lord de Glamorgan, fue física y espiritualmente destruido. 
Tras su muerte, su viuda pidió que le dieran el cuerpo para poder enterrarlo en la hacienda familiar de Gloucestershire, pero solo le devolvieron la cabeza, un hueso del muslo y algunas vértebras.

## Epílogo
Se ha identificado un cuerpo que podría ser Despenser en febrero de 2008 en la Abadía de Hulton, en Staffordshire. El esqueleto, que inicialmente fue descubierto durante unas excavaciones arqueológicas en la década de 1970, parece haber sido víctima de un descuartizamiento y decapitación, siendo cortado en pedazos con una espada, lo que sugiere una muerte ritual. Además le faltan varias partes, incluidas las que se dieron a la mujer de Despenser. El análisis de radiocarbono data el cuerpo entre 1050 y 1385, y otros estudios indican que era de un hombre de unos 34 años. Despenser tenía 40 cuando murió. Además, la abadía está localizada en tierras que pertenecían en aquel tiempo a Hugh Audley, el cuñado de Despenser.
No existen estudios bibliográficos extensos dedicados a Hugo Despenser, aunque aparece en The Tyranny and Fall of Edward II: 1321–1326 (La tiranía y caída de Eduardo II) de la historiadora Natalie Fryde, un estudio sobre el reino de Eduardo en la época en la que el poder de los Despenser estaba en su cima. Fryde presta atención particularmente al acaparamiento fraudulento de tierras de los Despenser. Las numerosas acusaciones que se hicieron sobre el joven Despenser cuando fue ejecutado nunca han sido análisis de un minucioso escrutinio crítico, aunque Roy Martin Haines las calificó de ingeniosas e indica su carácter propagandístico.
A pesar del desastroso y crucial papel que desempeñó en el reinado de Eduardo II, Despenser es prácticamente un personaje menor en la novela de Christopher Marlowe Eduardo II (1592), donde, con el nombre de "Spencer", es poco más que el sustituto de Gaveston tras su muerte. En 2006 fue seleccionado por la BBC History Magazine como el peor británico del siglo XIV.
Existe un retrato suyo en la vidriera de colores de la sala de banquetes del castillo de Cardiff, en la que aparece con su escudo de armas invertido, como símbolo de deshonra.